# ハシュリ
ハシュリ（グルジア語: ხაშური、[xɑʃuri]、グルジア語ラテン翻字: Khashuri）は、ジョージア中部の都市。ジョージアで9番目に人口の多い市町村であり、ハシュリ地区の行政中心地となっている。シダ・カルトリ平野のスラムラ川流域に位置する。海抜は700メートル。
ハシュリの名は、1693年の文献にて初めて登場する。現代のハシュリの町は1872年に小規模な停車場として設立され、カフカス総督ミハイル・ニコラエヴィチ大公にちなんで「ミハイロヴォ」と名付けられた。1918年に「ハシュリ」と改名し、1921年に「都市」としての地位が認められた。1928年から1934年まではヨシフ・スターリンにちなんで「スタリニシ」として知られた。19世紀にトビリシとポティを結ぶ鉄道が開通して以降、ハシュリは徐々に交通結節点としての地位を確立していった。

## 語源
ジョージアの著作家スルハン＝サバ・オルベリアニは、自身が編集した辞書において、次のようの記述している。
ハシュリ: 鹹水塩。水や湖などからもたらされる塩、及び、それに類するもの。ミョウバン、バヴルキ(ბავრუკი)、硝石、など。
ハシュリの北東には「ガリバ＝ゲレ」と呼ばれる、塩気を含んだ湖沼がある。人々はこの水をリラクゼーションに用いていた。ハシュリという名はもともと、集落を示しているのではなく、単なる場所の名前であったと考えられている。

## 歴史
ハシュリについて言及がある最初の歴史的文書は1693年に作成された、「ザアル・アバザゼ」の名前が記された証書である。この証書は、エレクレ1世の母エレネ・ディアサミゼ(ელენე დიასამიძე, エレネ女王)がザアル・アバザゼに対して与えたものである。この証書によると、ザアル・アバザゼの先祖はかつて王宮への忠実な奉仕により証書を与えられていたが、エレネ・ディアサミゼはこの証書を更新し、新たな慈悲を与えたことを読み取ることができる。
ジョージアの地理学者で歴史家のヴァフシティ・バグラティオニは著書『ジョージア王国の記述』の中で、ハシュリの地理的な位置に関する興味深い情報を述べている。彼はこの著書の中で「スラミ」の水の記述をしており、次のように言及している。
オシアウリやハシュリの水は、油分を含んでおり、これは東方にあるスラミやケメルティの水から繋がっている。
イオアネ・バグラティオニは著書『カルトリ・カヘティの記述』において、スラミの水と、峡谷の村々に関する説明をしている。この文脈において、ハシュリは居住村として言及されている。またイオアネ・バグラティオニは同時に、1813年から1828年に編纂した百科事典『カルマソバ』においても、ハシュリに関する大きな情報を提供している。

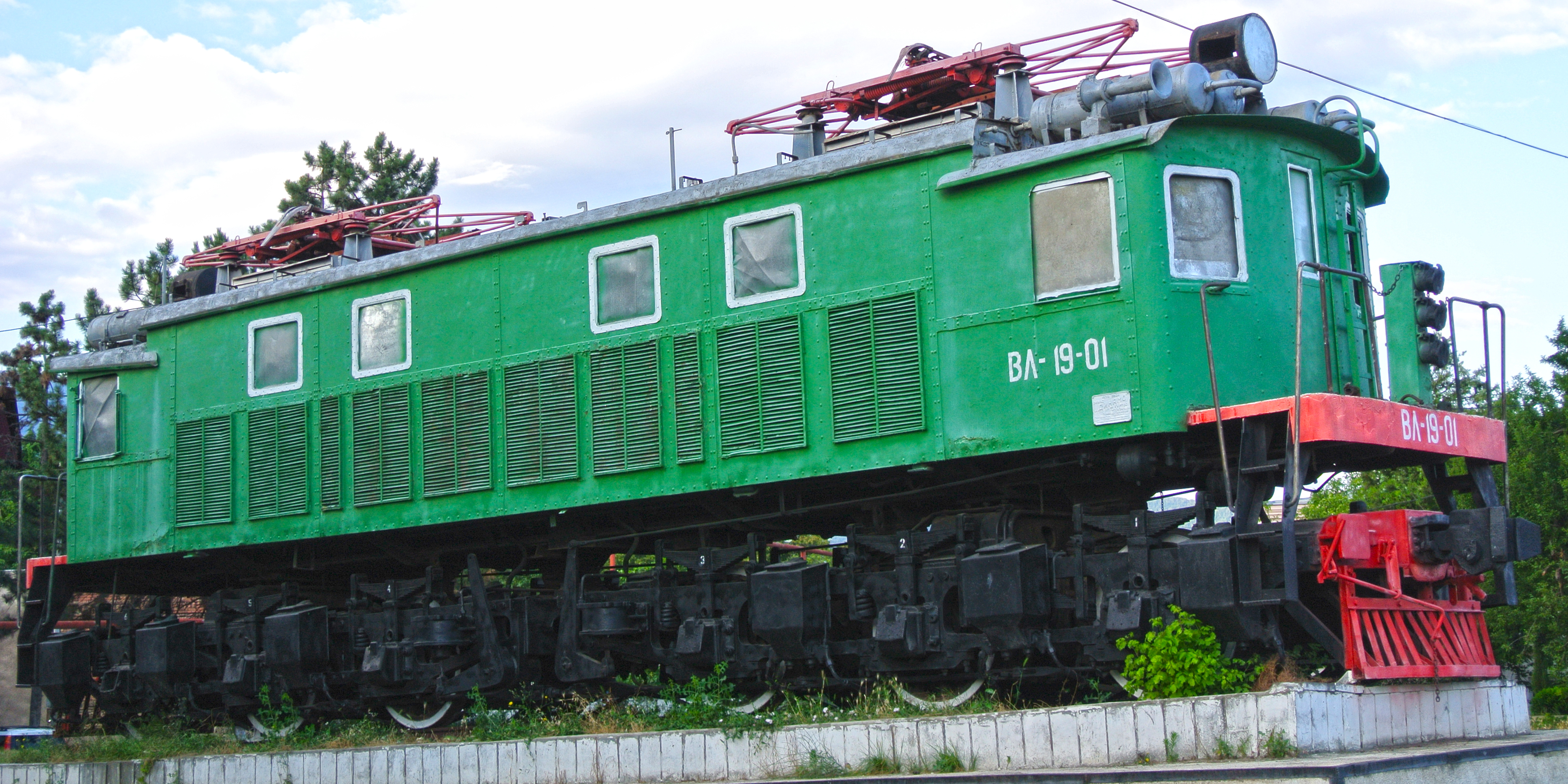
ハシュリ駅に展示されている、ジョージア最初の電気機関車。

トビリシ＝ポティ間の鉄道建設以降、ハシュリは成長路線へと入った。1872年から1918年までの間、この町はミハイル・ニコラエヴィチ大公にちなんで「ミハイロヴォ」と呼ばれた。1921年以降は「都市」としての地位を維持している。
1921年、赤軍のジョージア侵攻において、ハシュリ近郊で激しい戦いが繰り広げられた。3月4日、赤軍とジョージア民主共和国の軍隊との間の戦闘において、赤軍の先陣部隊およそ3千人から4千人がミハイロヴォ駅の付近まで接近。3月5日、赤軍はジョージア軍の陣地に向けて攻撃を開始。ジョージア軍は赤軍の攻撃を撃退し、同日夕方に守備部隊が反撃を開始。最終的に、赤軍の歩兵旅団3個と騎兵連隊1個が撤退した。このジョージア軍の戦果により、トビリシを占領していたソビエト軍の司令官は、和平交渉の実施を決定した。だが3月6日の夜、ジョージア軍のアレクサンドレ・コニアシヴィリ少将が謎の理由によって離任し、西方へと後退した。これによりジョージア軍のギオルギ・クヴィニタゼ最高司令官は撤退を余儀なくされた。一方、体勢を立て直した赤軍は3月6日のうちにハシュリを占領し、次いでスラミ隧道を奪取した。ハシュリは1921年から1930年まで、ゴリ郡ハシュリ地区の中心地であった。

## 名所
- 聖洗礼者イオアネ教会 (ハシュリ)（グルジア語版）
- 聖バルバレ教会 (ハシュリ) (ხაშურის წმინდა ბარბარეს ეკლესია)
- 聖エリア教会 (ハシュリ) (ხაშურის წმინდა ელიას ეკლესია)
- 聖マリネ教会 (ハシュリ)（グルジア語版）
- 聖ニコロズ教会 (ハシュリ)（グルジア語版）
- 使徒イオアネ教会 (ハシュリ)（グルジア語版）
- ハシュリ塔（グルジア語版）
- ハシュリ地方伝承博物館（グルジア語版）
- ハシュリ地区図書館（グルジア語版）

## 姉妹都市
ハシュリの姉妹都市は、次の通り。
- ウクライナ: ノヴォフラード＝ヴォルィーンシクィイ（ウクライナ語版）
- リトアニア: ラドヴィリシュキス
- ラトビア: バウスカ（ラトビア語版）
- スウェーデン: ヘーデモラ（スウェーデン語版）
- ベラルーシ: ホルキ（ベラルーシ語版）
- ポーランド: タルヌフ
- イスラエル: ラムラ